# Каролат-Бейтен, Элизабет цу
Княгиня Элизабет Наталия Юлия Иоганна цу Каролат-Бейтен (нем. Elisabeth Natalia Julia Johanna Fürstin zu Carolath-Beuthen, урожд. графиня фон Гацфельдт цу Трахенберг (Gräfin von Hatzfeldt zu Trachenberg); 19 ноября 1839, Трахенберг — 12 января 1914, Венеция) — племянница Софии фон Гацфельдт, возлюбленная князя Герберта фон Бисмарка.

## Биография
Из вельможного рода Гацфельдт. Родилась в семье князя Германа Антона фон Гацфельдта из Трахенберга (1808—1874) и графини Матильды фон Рейхенбах-Гошюц, разведённой графини Гётцен (1799—1858). Внучка князя Франца Людвига, троюродная сестра Жоржа Дантеса. Элизабет выросла в имении отца в Нижней Силезии, воспитывалась в католическом вероисповедании и играла большую роль в общественной жизни Берлина. Филипп цу Эйленбург описывал её как восхитительную женщину, которая привлекала многочисленных представителей придворных кругов. Как и многие другие, Эйленбург сам в молодости был влюблён в графиню.
Привлекательная и остроумная Элизабет фон Гацфельдт пользовалась популярностью в берлинских салонах и была известна склонностью к азартным играм, поговаривали, что она в один вечер проиграла только что полученное наследство в 110 тыс. талеров. Несчастливый роман с графом Гербертом фон Бисмарком, старшим сыном рейхсканцлера Отто фон Бисмарка оказался в центре политической позиционной борьбы при прусском дворе. После развода в 1881 году и разрыва с графом Бисмарком Элизабет цу Каролат-Бейтен проживала в Венеции, где умерла за полгода до начала Первой мировой войны.
Герберт фон Бисмарк познакомился с княгиней Элизабет, когда та уже в течение нескольких лет находилась в браке с членом сословного собрания Силезии и депутатом рейхстага Карлом цу Каролат-Бейтеном. Бисмарк без памяти влюбился в княгиню, которая была старше его на десять лет. По свидетельствам современников, она стала большой любовью в жизни обычно сурового Герберта. Бурный роман между Элизабет и Гербертом начался в 1879 году, в апреле 1881 года Элизабет развелась с мужем, чтобы выйти замуж за Бисмарка, который поспешил объявить о свадьбе в свете. Филипп цу Эйленбург, находившийся в дружественных отношениях с обоими и, тем не менее, бывший желанным гостем у старшего Бисмарка, сыграл в этой любовной истории важную роль посредника.
Желание сына связать себя узами брака с княгиней натолкнулось на решительное и ожесточённое сопротивление старшего Бисмарка. По его мнению, которое поддерживали и другие, существовало сразу несколько обстоятельств, препятствовавших женитьбе. Элизабет была католичкой и разведённой женщиной, что было совершенно неприемлемо в прусском протестантском придворном обществе. Разница в возрасте также была вопиющей. Кроме того, Бисмарк выдвинул и другие претензии, которые носили явно личный характер и обострили напряжённую ситуацию: княгиня Элизабет происходила из семьи Гацфельдт-Трахенберг, которую Бисмарк ненавидел за их умеренно либеральные взгляды. Старшая сестра невесты Герберта Франциска была замужем за генерал-адъютантом (впоследствии фельдмаршалом) Вальтером фон Лоэ, выступившим против Бисмарка в период Культуркампфа и энергично защищавшим отношения между Элизабет и Гербертом. Заклятым врагом «железного канцлера» была и сводная сестра Элизабет графиня Мария фон Шлейниц, чей берлинский салон с 60-х годов служил местом встреч либеральной фронды против Бисмарка.
Весной 1881 года любовная история, о которой судачил весь Берлин, достигла своего апогея. Оппозиционная газета Vossische Zeitung опубликовала ироническую заметку о том, что депутат рейхстага князь Каролат-Бейтен ходатайствовал о предоставлении ему длительного отпуска, который он проведёт в своём имении, княгиня Каролат прибыла на Сицилии в Мессину, а граф Герберт Бисмарк некоторое время назад покинул Берлин и по неподтверждённым сведениям отправился с особой миссией в Италию.
В действительности придворное общество уже давно знало о романе между Гербертом и Элизабет. Княгиня оформила развод, чем однозначно поставила Герберта перед необходимостью принять решение. Когда Герберт запросил разрешение на брак у своего отца, чьим подчинённым он являлся как сотрудник министерства иностранных дел, в доме Бисмарков разразился скандал. Канцлер топал ногами и угрожал сыну лишением наследства и передачей прав старшего сына младшему брату Вильгельму, что оставило бы Герберта без средств существования. Как рассказывал Герберт своему другу Эйленбургу, Бисмарк-старший даже угрожал сыну самоубийством, если княгиня возьмёт его фамилию.
В мае 1881 года княгиня Элизабет выехала в Венецию, Герберт хотел последовать за ней, но его отец заявил, что поедет вслед за ним и призовёт княгиню к ответу, что поставит канцлера в смешное положение прежде всего в глазах либеральной прессы. По словам Эйленбурга, канцлер точно знал, что Герберт ни в коем случае не допустит этого. Герберт сдался, Элизабет, разочарованная его слабостью, прервала с ним переписку и прожила до конца жизни в палаццо Модена на канале Реджио в Венеции. Вынужденный наступить на собственные чувства Герберт фон Бисмарк сломал себе жизнь, стал пить и с трудом справлялся с приступами гнева. Княгиня подверглась общественному презрению. Критически настроенные к канцлеру представители общественности предполагали, что столь яростное, истерическое выступление канцлера против брака сына с княгиней Элизабет могло объясняться желанием Отто фон Бисмарка видеть сына своим преемником на посту канцлера и женить его на прусской принцессе, возможно на дочери кронпринца Фридриха Вильгельма.

## Семья
23 апреля 1866 года Элизабет фон Гацфельдт вышла замуж за князя Карла Людвига Эрдмана Фердинанда цу Каролат-Бейтена (1845—1912). Брак был расторгнут в 1881 году. У супругов была дочь, принцесса Каролина Элизабет Октавия Сибилла Маргарита фон Шёнайх-Каролат (1867—1912), которая в 1894 году вышла замуж за графа Ганса фон Кёнигсмарка (1865—1943).